# Erich Ehrlinger
 Erich Ehrlinger (Giengen an der Brenz, 14 oktober 1910 - Karlsruhe, 31 juli 2004) was een Duitse SS-Oberführer en bevelhebber van Sonderkommando 1b, verantwoordelijk voor de massamoorden in de Oostzee Wit-Rusland en hij was ook bevelhebber van de Sicherheitsdienst (SD) in Rusland en daarna leidinggevende van het Reichssicherheitshauptamt (RSHA).
Ehrlinger was de zoon van de burgemeester van Giengen an der Brenz. In 1928 ging hij studeren in Heidenheim. Daarna volgde hij rechten in Tübingen, en in Kiel Berlijn; daarna keerde hij terug naar Tübingen.
In het begin van 1934 besloot Ehrlinger zijn carrière in de rechten op te geven en fulltime functionaris van de SA te worden. Na het opheffen van de SA in 1935 ging hij dienst bij de SD.
Ehrlinger was in 1938 voor de SD in Oostenrijk, in april 1939 in Praag en daarna als onderdeel van Einsatzgruppe IV tijdens de Duitse aanval op Polen. In augustus 1940 was hij in Noorwegen als Waffen-SS'er toen hij daar Walter Stahlecker ontmoette. In april 1941 nam hij het bevel over van Stahlecker over het speciale Sonderkommando 1b binnen Einsatzgruppe A.
Na de oorlog verborg Ehrlinger zich eerst in Sleeswijk-Holstein onder de naam Erich Fröscher en ging vervolgens in oktober 1945 naar Roth in de buurt van Neurenberg. In 1950 verhuisde hij met zijn familie naar Constance en werkte onder een valse naam als receptionist in het lokale casino. In 1952 trouwde hij voor de tweede keer en onthulde zijn ware identiteit (zonder gevolgen voor hem). Hij werd in 1954 hoofd van de Volkswagenvertegenwoordiging in Karlsruhe.
In december 1958 werd hij gearresteerd. Hij werd tot twaalf jaar veroordeeld door het hof van Karlsruhe op 20 december 1961. De procedure is teruggekeerd naar het eerste instantie nadat het beroep van het openbaar ministerie was aangevraagd, maar werd definitief in december 1969 "wegens voortdurende arbeidsongeschiktheid" van Ehrlinger gestaakt. Hij was vrij sinds 1965. Hij is overleden in 2004 op de leeftijd van 93 jaar.

## Carrière
Ehrlinger bekleedde verschillende rangen in zowel de Allgemeine-SS als Sturmabteilung. De volgende tabel laat zien dat de bevorderingen niet synchroon liepen.
| Datums                       | Sturmabteilung     | Allgemeine-SS          | Politie            |
| ---------------------------- | ------------------ | ---------------------- | ------------------ |
| 1 juni 1933                  | SA-Sturmführer     | —                      | —                  |
| 24 december 1933             | SA-Obersturmführer | —                      | —                  |
| 22 juni 1935                 | —                  | SS-Mann                | —                  |
| 1 juli 1935                  | —                  | SS-Untersturmführer    | —                  |
| 7 april 1936 - 20 april 1936 | —                  | SS-Obersturmführer     | —                  |
| 28 oktober 1936              | —                  | SS-Hauptsturmführer    | —                  |
| 18 mei 1938                  | —                  | SS-Sturmbannführer     | —                  |
| 30 januari 1939              | —                  | SS-Obersturmbannführer | —                  |
| 18 september 1943            | —                  | SS-Standartenführer    | —                  |
| 27 juni 1944                 | —                  | —                      | Oberst der Polizei |
| 28 november 1944             | —                  | SS-Oberführer          | —                  |

## Lidmaatschapsnummers
- NSDAP-nr.: 541 195[3] (lid geworden 1 juni 1931[2])
- SS-nr.: 107 493[2][3]

## Onderscheidingen
- IJzeren Kruis 1939, 1e Klasse[2] en 2e Klasse[2]
- Anschlussmedaille met gesp „Prager Burg“[2]
- Kruis voor Oorlogsverdienste, 1e Klasse[2]  en 2e Klasse[2] met Zwaarden
- Dienstonderscheiding van de NSDAP in brons[2]
- Sportinsigne van de SA in brons[2]
- Storminsigne van de Infanterie in zilver[2]